# Xã Bolivar, Quận Benton, Indiana
Xã Bolivar (tiếng Anh: Bolivar Township) là một xã thuộc quận Benton, tiểu bang Indiana, Hoa Kỳ. Năm 2010, dân số của xã này là 1.252 người.